# Lijst van hoogste gebouwen van Birmingham (Alabama)
Dit is een lijst van hoogste gebouwen van Birmingham (Alabama).
| №  | Naam                                | Foto | Hoogte in meters | Verdiepingen | Jaar | Notities                         |
| -- | ----------------------------------- | ---- | ---------------- | ------------ | ---- | -------------------------------- |
| 1  | Wells Fargo Tower                   |      | 138              | 34           | 1986 | Hoogste gebouw sinds 1986        |
| 2  | Regions-Harbert Plaza               |      | 133              | 32           | 1989 |                                  |
| 3  | AT&T City Center                    |      | 119              | 30           | 1972 | Hoogste gebouw van 1972 tot 1986 |
| 4  | Regions Center                      |      | 119              | 30           | 1972 |                                  |
| 5  | City Federal Building               |      | 99               | 27           | 1913 | Hoogste gebouw van 1913 tot 1972 |
| 6  | Alabama Power Headquarters Building |      | 98               | 18           | 1990 |                                  |
| 7  | Thomas Jefferson Hotel              |      | 87               | 20           | 1929 |                                  |
| 8  | John Hand Building                  |      | 84               | 20           | 1912 | Hoogste gebouw van 1912 tot 1913 |
| 9  | Daniel Building                     |      | 86               | 20           | 1970 |                                  |
| 10 | Viva Health Building                |      | 84               | 17           | 1976 |                                  |
| 11 | Two North Twentieth                 |      | 83               | 17           | 1962 |                                  |
| 12 | Financial Center                    |      | 80               | 17           | 1982 |                                  |
| 13 | Empire Building                     |      | 75               | 16           | 1909 | Hoogste gebouw van 1909 tot 1912 |
| 14 | Watts Building                      |      | 72               | 17           | 1828 |                                  |
| 15 | Jefferson Tower                     |      | 72               | 16           | 1940 |                                  |